# آلفرد کاووژینسکی
آلفرد کاووژینسکی (انگلیسی: Alfred Kałuziński; ۲۱ دسامبر ۱۹۵۲ – ۴ سپتامبر ۱۹۹۷) بازیکن هندبال اهل لهستان بود.